# 捒東上堡
捒東上堡，又名拺東上堡、栜東上堡、梀東上堡是台灣中北部自清治時期至日治初期的一個行政區劃，其範圍包括今臺中市的神岡區全部、豐原區全部、石岡區全部、東勢區全部、潭子區全部、北屯區東部，以及苗栗縣的卓蘭鎮南部。
捒東上堡西邊為大肚上堡，北邊為苗栗三堡、苗栗一堡，東邊為蕃地，南邊為藍興堡、捒東下堡。

## 管轄街庄
捒東上堡原轄48個街庄，1907年（明治四十年）11月6日追加大坪林庄，合計49個街庄：
- 今神岡區境內：神崗庄、新庄仔庄、山皮庄、圳堵庄、北庄、社口庄、大社庄、三角仔庄、下溪洲庄
- 今豐原區境內：葫蘆墩街、大湳庄、圳藔庄、鐮仔坑口庄、下南坑庄、上南坑庄、翁仔社庄、烏牛欄庄、朴仔口庄、社皮庄、車路墘庄
- 今石岡區境內：仙塘坪庄、土牛庄、社藔角庄、石崗仔庄
- 今東勢區境內：東勢角庄、新伯公庄、大茅埔庄、石圍墻庄、校栗埔庄、石壁坑庄
- 今新社區境內：新社庄、鳥銃頭庄、永居湖庄、水底藔庄、大南庄、七份庄、馬力埔庄
- 今潭子區境內：大埔厝庄、潭仔墘庄、瓦磘仔庄、頭家厝庄、甘蔗崙庄、東員寶庄、茄荎角庄、聚興庄、校栗林庄
- 今北屯區境內：大坑庄
- 今卓蘭鎮境內：罩蘭庄、大坪林庄（1907年追加）